# Sahura
Sahura (? – 2475. pr. Kr.) je bio 2. faraon 5. egipatske dinastije. Naslijedio je svog oca Userkafa. Bio je trgovac i graditelj, ali i ratnik koji je poduzeo pohode protiv Libijaca. Sagradio je i Sunčev hram. 
Ne zna se točno kakva je bila veza Sahure i njegova nasljednika, koji se zvao Neferirkara Kakai. On je vjerojatno bio Sahurin sin, ali ako je vjerovati jednoj priči, bio je Sahurin brat.

## Ime
Sahurino ime znači "onaj koji je blizak Rau". Ime se može pisati i kao Sahure. Njegovo Horus ime bilo je Nebkau.

## Životopis

### Podrijetlo
Sahura je bio sin Userkafa i kraljice Neferhotepes. Userkaf je započeo gradnju Sunčevih hramova. Sahura je također izgradio hram. Sahura je spomenut u priči zapisanoj na Papirusu Westcar kao Userkafov brat, a ne sin. Njegovi su roditelji navedeni kao Rauoser i Raddžedet, svećenik i njegova žena.

### Vladavina
Nakon Userkafove smrti, Sahura je postao kralj te je vladao do smrti. Na vlast je došao 2487. pr. Kr. Posvetio je vladavinu trgovini, pa je trgovao sa Srednjim istokom. Poslao je ekspediciju u Punt. Poznat je i kao osnivač egipatske ratne mornarice. Naredio je dopremu diorita iz rudnika.
Poput svoga oca, Sahura je izgradio hram Sunca. Hram je zvan Seketra – "Raovo polje". Sahurina se palača zvala Uečesneferusahura. Rudnici tirkiza na Sinaju bili su korišteni tijekom Sahurine vladavine.

### Smrt i pokop
Sahura je umro 2475. pr. Kr. Pokopan je u piramidi u Abusiru. Piramida je važan izvor podataka o Sahuri. Iz njegova pogrebna saznajemo za prebrojavanje stranaca. Nije jasno je li više riječ o vojnim ili diplomatskim interesima. Egipćani su u Sahurino doba znali za sirijske medvjede, što je također prikazano.  

## Obitelj
Sahurina se žena zvala Neferetnebti. Sahura je imao nekoliko djece:
- Ranefer
- Nečerirenra
- Horemsaf
- Kakara
- Nebankra

Prva dva sina - Ranefer i Nečerirenra - bila su djeca Neferetnebti.
Moguće je da je Nečerirenra sebe nazvao Neferirkara kad je postao faraon - ako se to uopće dogodilo.

## Vanjske poveznice
|  | Zajednički poslužitelj ima još gradiva o temi Sahura |